# Poppy.Computer Tour
Il Poppy.Computer Tour è il primo tour mondiale della cantante statunitense Poppy, a supporto del suo secondo album in studio, Poppy.Computer.
Il tour è iniziato a Vancouver il 19 ottobre 2017 ed è terminato a Città del Messico il 27 aprile dell'anno successivo, per un totale di 40 spettacoli.

## Scaletta
1. I'm Poppy
2. Computer Boy Intro
3. Computer Boy
4. Interlude: Beverage Handout
5. Moshi Moshi
6. Interlude: Love Meter
7. Bleach Blonde Baby
8. Interweb
9. Interlude: Are You Having Fun?
10. Let's Make a Video
11. Interlude: Bye Bye Charlotte
12. My Style
13. My Microphone
14. Software Upgrade
15. Encore: Money

## Date del tour
| Data             | Città             | Stato        | Luogo                         |
| Nord America     | Nord America      | Nord America | Nord America                  |
| ---------------- | ----------------- | ------------ | ----------------------------- |
| 19 ottobre 2017  | Vancouver         | Canada       | Rio Theatre                   |
| 20 ottobre 2017  | Seattle           | Stati Uniti  | The Crocodile                 |
| 21 ottobre 2017  | Portland          | Stati Uniti  | Hawthorne Theatre             |
| 26 ottobre 2017  | San Francisco     | Stati Uniti  | Slim's                        |
| 27 ottobre 2017  | Los Angeles       | Stati Uniti  | Echoplex                      |
| 28 ottobre 2017  | Los Angeles       | Stati Uniti  | Echoplex                      |
| 29 ottobre 2017  | San Diego         | Stati Uniti  | Voodoo Room                   |
| 1º novembre 2017 | Denver            | Stati Uniti  | Bluebird Theater              |
| 3 novembre 2017  | Dallas            | Stati Uniti  | Club Dada                     |
| 4 novembre 2017  | Austin            | Stati Uniti  | Stubb's                       |
| 5 novembre 2017  | Houston           | Stati Uniti  | Bronze Peacock Room           |
| 7 novembre 2017  | Atlanta           | Stati Uniti  | Vinyl                         |
| 8 novembre 2017  | Nashville         | Stati Uniti  | Mercy Lounge                  |
| 10 novembre 2017 | Chicago           | Stati Uniti  | Subterranean                  |
| 11 novembre 2017 | Detroit           | Stati Uniti  | The Shelter                   |
| 14 novembre 2017 | Washington        | Stati Uniti  | Rock & Roll Hotel             |
| 15 novembre 2017 | New York          | Stati Uniti  | Music Hall of Williamsburg    |
| 16 novembre 2017 | Filadelfia        | Stati Uniti  | The Foundry                   |
| 18 novembre 2017 | Toronto           | Canada       | Velvet Underground            |
| 19 novembre 2017 | Montréal          | Canada       | L'Astral                      |
| 22 novembre 2017 | Cambridge         | Stati Uniti  | The Sinclair                  |
| Europa           |                   |              |                               |
| 13 dicembre 2017 | Londra            | Regno Unito  | The Garage                    |
| Asia             |                   |              |                               |
| 13 gennaio 2018  | Tokyo             | Giappone     | Space Odd                     |
| Nord America     |                   |              |                               |
| 30 gennaio 2018  | New York          | Stati Uniti  | Bowery Ballroom               |
| 31 gennaio 2018  | New York          | Stati Uniti  | Bowery Ballroom               |
| 1º febbraio 2018 | Pittsburgh        | Stati Uniti  | The Club at Stage AE          |
| 3 febbraio 2018  | Columbus          | Stati Uniti  | A&R Music Bar                 |
| 6 febbraio 2018  | Indianapolis      | Stati Uniti  | Deluxe at Old National Centre |
| 7 febbraio 2018  | Milwaukee         | Stati Uniti  | Turner Hall Ballroom          |
| 8 febbraio 2018  | Minneapolis       | Stati Uniti  | The Cedar                     |
| 10 febbraio 2018 | Saint Louis       | Stati Uniti  | The Ready Room                |
| 11 febbraio 2018 | Lawrence          | Stati Uniti  | The Granada Theater           |
| 13 febbraio 2018 | Santa Fe          | Stati Uniti  | Meow Wolf                     |
| 14 febbraio 2018 | Phoenix           | Stati Uniti  | The Crescent Ballroom         |
| 15 febbraio 2018 | Las Vegas         | Stati Uniti  | Vinyl                         |
| 16 febbraio 2018 | Salt Lake City    | Stati Uniti  | Grand @ The Complex           |
| 18 febbraio 2018 | Berkeley          | Stati Uniti  | Cornerstone                   |
| 20 febbraio 2018 | Santa Ana         | Stati Uniti  | The Observatory               |
| 27 aprile 2018   | Città del Messico | Messico      | El Plaza Condesa              |